# Astragalus glaucops
Astragalus glaucops är en ärtväxtart som beskrevs av Joseph Friedrich Nicolaus Bornmüller. Astragalus glaucops ingår i släktet vedlar, och familjen ärtväxter. Inga underarter finns listade i Catalogue of Life.